# Dragan Lukić
Dragan Lukić (srbsko Драган Лукић), srbski pesnik, pisatelj, filolog in urednik, * 30. november 1928, † 1. januar 2006.